# Duży, Wielki, Największy
Duży, Wielki, Największy jest angielskim, dokumentalnym serialem telewizyjnym. Jego produkcja rozpoczęła się w 2008 roku. Wyemitowano 20 odcinków w 3 sezonach programu.

## Budowa odcinka
W każdym z odcinków badane są przełomowe wynalazki techniczne, które umożliwiły budowanie dzisiejszych konstrukcji. W czasie jego trwania widzowie poznają zazwyczaj sześć przełomowych struktur, dzięki którym dzisiejsi inżynierowie są zdolni budować światowej klasy budowle. Ujęciom z tych konstrukcji towarzyszą komputerowe animacje, które często wprowadzają do programu elementy czarnego humoru. Pomagają one zrozumieć konstruktorów oraz problemy, z którymi musieli się zmierzyć.

## Lista odcinków

### Sezon 1 (2008)
| 1 | Skyscraper       | Drapacz chmur |
| Odcinek przedstawia historię przełomowych odkryć w budownictwie wieżowców, które przyczyniły się do wzniesienia najwyższego na świecie Burdż Chalifa.                                                      |                  |               |
| 2 | Aircraft Carrier | Lotniskowiec  |
| Jeden z największych okrętów wojennych na świecie, USS Nimitz (CVN-68), nie zostałby zbudowany, gdyby nie siedem przełomowych wynalazków.                                                                  |                  |               |
| 3 | Bridge           | Most          |
| Odcinek przedstawia jak wiele odkryć było koniecznych, aby wybudować, długi na 3,2 km, Most Akashi Kaikyō.                                                                                                 |                  |               |
| 4 | Airport          | Lotnisko      |
| Port lotniczy Londyn-Heathrow jest najruchliwszym międzynarodowym lotniskiem świata. Odcinek przedstawia budowę Terminala 5, dzięki któremu port będzie w stanie obsłużyć dodatkowe 30 milionów pasażerów. |                  |               |

### Sezon 2 (2009)
| 1 | Tunnel        | Tunel                |
| Najdłuższym tunelem świata, mającym 57 km długości, jest Gotthard-Basistunnel.                                 |               |                      |
| 2 | Submarine     | Okręt Apokalipsy     |
| Największym okrętem podwodnym we flocie USA jest USS Pennsylvania (SSBN-735) o długości 171 metrów.            |               |                      |
| 3 | Aircraft      | Samolot transportowy |
| An-124 Rusłan jest jednym z największych samolotów na świecie i jest w stanie udźwignąć 50 samochodów.         |               |                      |
| 4 | Oil Rig       | Platforma wiertnicza |
| Platforma wiertnicza Perdido położona jest w miejscu głębokim na 2 km.                                         |               |                      |
| 5 | Ferris Wheel  | Diabelski młyn       |
| Najwyższym diabelskim młynem na świecie, wysokim na 165 metrów, jest Singapore Flyer.                          |               |                      |
| 6 | Space Station | Stacja kosmiczna     |
| Odcinek przedstawia przełomowe wynalazki, które umożliwiły budowę Międzynarodowej Stacji Kosmicznej.           |               |                      |
| 7 | Dam           | Tama                 |
| Największą tamą, a jednocześnie hydroelektrownią jest Zapora Trzech Przełomów w Chinach.                       |               |                      |
| 8 | Cruise Liner  | Statek wycieczkowy   |
| Największym statkiem wycieczkowym, pojemnym na 160 000 ton, jest MS Independence of the Seas.                  |               |                      |
| 9 | Dome          | Kopuła               |
| Największa kopuła na świecie znajduje się na Stadionie Ōita w Japonii.                                         |               |                      |
| 10 | Telescope     | Teleskop             |
| Large Binocular Telescope nie byłby możliwy do zbudowania, gdyby nie przełomowe odkrycia w budowie teleskopów. |               |                      |

### Sezon 3 (2011)
| 1 | Canal      | Kanał             |
| Odcinek przedstawia wynalazki techniczne, które zastosowano przy budowie Kanału Panamskiego.                                                                               |            |                   |
| 2 | Icebreaker | Lodołamacz        |
| Odcinek opisuje budowę lodołamacza MT Timofey Guzhenko. |            |                   |
| 3 | Metro      | Metro             |
| W odcinku przedstawiono wynalazki techniczne, bez których nie zbudowano by Metra w Londynie.                                                                               |            |                   |
| 4 | Prison     | Więzienie         |
| Odcinek przedstawia przełomowe osiągnięcia techniczne, dzięki którym więzienie North Branch Correctional Institution w USA uważane jest za najlepiej chronione na świecie. |            |                   |
| 5 | Tower      | Wieża telewizyjna |
| Odcinek przedstawia najwyższą wieżę świata - Canton Tower. (Obecnie jest ona druga pod względem wysokości, tuż po Tokyo Skytree).                                          |            |                   |
| 6 | Train      | Superpociąg       |
| Odcinek przedstawia budowę najszybszego pociągu o napędzie kołowym - AGV (następcę TGV).                                                                                   |            |                   |